# I Liceum Ogólnokształcące im. Króla Jana III Sobieskiego w Wejherowie
I Liceum Ogólnokształcące im. Króla Jana III Sobieskiego w Wejherowie – publiczna szkoła ponadpodstawowa w Wejherowie w województwie pomorskim z siedzibą przy ul. Bukowej 2c.

## Historia
Początki szkoły sięgają XIX wieku. 15 października 1857 roku rząd pruski utworzył w Wejherowie Królewsko-Katolickie Progimnazjum. Na początku szkoła miała tylko cztery klasy. Dodając co roku po jednej przekształcono ją w 1861 w pełne gimnazjum. Mimo iż był to okres zaborów, w szkole uczono języka polskiego. W 1864 zbudowano nowy budynek dla potrzeb gimnazjum. W ówczesnej szkole uczono łaciny, greki i języka hebrajskiego. Była to szkoła typowo męska, gdzie obowiązywały mundurki szkolne. Po odzyskaniu niepodległości, od 1920, gimnazjum funkcjonowało jako szkoła polska, a pierwszym polskim dyrektorem został Andrzej Wyka. 28 czerwca 1923 odbyło się uroczyste nadanie patrona szkoły króla Jana III Sobieskiego. W 1939 szkołę przekształcono w czteroletnie gimnazjum i dwuletnie liceum. W szkole funkcjonowała drużyna harcerska im. Stefana Czarnieckiego, chór szkolny oraz orkiestra dęta. Aktywny był Gimnazjalny Klub Sportowy. Gdy wybuchła II wojna światowa, część uczniów starszych klas zgłosiła się na ochotnika do walki z okupantem. Po wyzwoleniu Wejherowa, w marcu 1945, przystąpiono do reaktywowania Liceum Ogólnokształcącego. W czasach komunistycznych działała w szkole tajna organizacja „Żak”. Miała ona charakter opozycyjny w stosunku do ustroju istniejącego w Polsce. W obecnym budynku liceum znalazło się w roku 1965. Uroczyste otwarcie odbyło się 7 listopada. W latach 1999–2018 liceum wchodziło w skład Zespołu Szkół Ponadgimnazjalnych nr 1 w Wejherowie, a od 2018 r. - w skład Powiatowego Zespołu Szkół nr 1 w Wejherowie (razem z I Liceum Ogólnokształcącym dla Dorosłych). Od 2019 r. w związku z reformą systemu oświaty szkoła otworzyła oddziały 4-letnie dla absolwentów szkół podstawowych. Obecnie zajęcia odbywają się także w budynku Kaszubsko-Pomorskiej Szkoły Wyższej w Wejherowie przy ul. Dworcowej.

## Dyrektorzy
- dr Johann Seemann (1857–1885)
- dr Max Koenigsbeck (1885–1903)
- dr Johann Rittau (1903–1919)
- Andrzej Wyka (1920–1923)
- Wilhelm Urbanicki (1923–1933)
- dr Tadeusz Staniewski (1934–1939)
- Stanisław Perucki (1945–1947)
- dr Tadeusz Staniewski (1947–1950)
- Józefa Kleindienst (1950–1952)
- Antoni Celuch (1952–1963)
- Stefan Kilichowski (1963–1967)
- Kazimierz Landowski (1967–1969)
- Edmund Bunikowski (1969–1985)
- Ewa Elendt (1985–1987)
- Jadwiga Ryńska (1988–1990)
- Antoni Schlas (1990–1992)
- Stefan Grubba (1992–2000)
- Jarosław Borowiec (2000–2001)
- Danuta Dettlaff (p.o. VII–XII 2001)
- Bożena Conradi (XII 2001–2018)
- Katarzyna Bojke (od 2018)

## Znani absolwenci
- Kinga Baranowska – himalaistka
- Wanda Barbara Borzemska (1932–2018) – profesor dr hab. lekarz weterynarii
- Bronisław Bukowski – profesor dr hab. inżynier budownictwa
- Marcin Chabowski – lekkoatleta, długodystansowiec
- Ludwik Czaja – profesor dr hab. nauk matematycznych
- Ireneusz Czarnowski – profesor nadzwyczajny w Katedrze Systemów Informatycznych Akademii Morskiej w Gdyni
- Sandra Drzymalska – aktorka
- Piotr Fast – profesor dr hab. filologii rosyjskiej
- Karol Głombiowski – profesor dr filologii polskiej
- Marcin Gruchała – profesor dr hab. nauk medycznych, rektor Gdańskiego Uniwersytetu Medycznego
- Stanisław Ilnicki – pułkownik, profesor nadzwyczajny, dr hab. nauk medycznych
- Józef Jeka – major, pilot myśliwski Polskich Sił Powietrznych
- Alfons Kawski (1927–2011) – profesor zwyczajny, dr hab. nauk matematyczno-fizycznych
- Bolesław Klecha – major lotnictwa
- Andrzej Kłonkowski – profesor nauk chemicznych UG
- Józef Kur (1955–2016) – profesor dr hab. nauk biologicznych
- Joanna Kurowska – aktorka
- Gerard Labuda – historyk, mediewista
- Wiesław Laskowski – fizyk, profesor dr hab. nauk ścisłych i przyrodniczych
- Przemysław August Lewiński (ur. 1986) – ksiądz dr
- Antoni Liedke – ksiądz profesor dr
- Dorota Masłowska – pisarka
- Maciej Miecznikowski – artysta muzyk
- Waldemar Moska – profesor dr hab. Akademii Wychowania Fizycznego i Sportu w Gdańsku
- Marian Naczk (1946–2013) – profesor chemii
- Paul Nipkow – fizyk i inżynier wynalazca
- Zygmunt L. Ostrowski – lekarz pediatra, profesor nauk medycznych, Prezydent Europejskiego Stowarzyszenia nad Badaniami Rozwoju i Odżywiania Dzieci
- Bożena Ptak – pisarka
- Marek Rocławski – chórmistrz, kompozytor muzyki chóralnej, profesor sztuk muzycznych
- Adam Ryszard Sikora – profesor dr hab. nauk teologicznych z zakresu biblistyki
- Jacek Soiński – profesor UAM dr hab., psycholog, duszpasterz "młodzieży różnych dróg"
- Józef Sosiński (1937–2016) – profesor nauk rolniczych
- Abdon Stryszak – profesor dr hab., twórca polskiej epizootiologii
- Bernard Sychta – ksiądz dr
- Renata Szafarz – profesor dr hab. nauk prawnych
- Krzysztof Szalewicz – dr hab., profesor fizyki i chemii
- Marian Szczodrowski – profesor dr hab. językoznawstwa stosowanego, filologii, neofilologii
- Henryk Szukalski – profesor zwyczajny dr hab. w zakresie badań nad mikroelementami i racjonalnego nawożenia roślin
- Alfons Wojewski – profesor dr hab. urolog i chirurg
- Marek Żylicz – profesor dr hab., prawnik

Źródło:.

## Profile
Nauczanie w liceum odbywa się w klasach o profilu:
- prawniczym z rozszerzonym programem nauczania wiedzy o społeczeństwie, historii i języka angielskiego;
- biologiczno-chemicznym z rozszerzonym programem nauczania biologii, chemii i języka angielskiego;
- matematyczno-chemicznym z rozszerzonym programem nauczania matematyki, chemii i języka angielskiego;
- matematyczno-geograficznym z rozszerzonym programem nauczania matematyki, geografii i języka angielskiego oraz przedmiotem uzupełniającym "ekonomia w praktyce"; w tym profilu funkcjonuje oddział dwujęzyczny z językiem angielskim oraz dwujęzyczną matematyką i geografią;
- matematyczno-fizycznym z rozszerzonym programem nauczania matematyki, fizyki i języka angielskiego;
- humanistyczno-przyrodniczym z rozszerzonym programem nauczania języka polskiego, biologii i języka angielskiego.